# Platypalpus vittiger
Platypalpus vittiger är en tvåvingeart som beskrevs av Axel Leonard Melander 1927. Platypalpus vittiger ingår i släktet Platypalpus och familjen puckeldansflugor.
Artens utbredningsområde är Montana. Inga underarter finns listade i Catalogue of Life.